# 1862 na ciência

## Eventos
- Isolamento do elemento químico Tálio[1]
- Alexander Parkes exibe a Parkesine, um dos primeiros polímeros sintéticos na Exposição Internacional de Londres (1862). Sua descoberta formou a indústria de plásticos moderna.[2]
- Alexandre-Emile Béguyer de Chancourtois publica um artigo com o parafuso telúrico, uma versão primitiva da tabela periódica.[3]

## Nascimentos
| Data           | Nome                 | Profissão           | Nacionalidade           | Observações | Ref                                               |
| -------------- | -------------------- | ------------------- | ----------------------- | --- | ------------------------------------------------- |
| 11 de novembro | Emmanuel de Margerie | geólogo e geofísico | Segundo Império Francês | m. 1953 Prémio Prestwich 1912 Medalha Geográfica Cullum 1919 Medalha Lyell 1921 Medalha Mary Clark Thompson 1923 Medalha de Ouro Pio XI 1943 Medalha Wollaston 1946 Prémio Gaudry 1953 | [ 4 ] [ 5 ] [ 6 ] [ 7 ] [ 8 ] [ 9 ] [ 10 ] [ 11 ] |

## Mortes
| Data       | Nome                 | Profissão              | Nacionalidade                  | Observações                    | Ref    |
| ---------- | -------------------- | ---------------------- | ------------------------------ | ------------------------------ | ------ |
| 5 de julho | Heinrich Georg Bronn | geólogo e paleontólogo | Sacro Império Romano-Germânico | n. 1800 Medalha Wollaston 1861 | [ 10 ] |

## Prémios
Medalha Copley
- Thomas Graham[12]